# Neues Herwegshaus

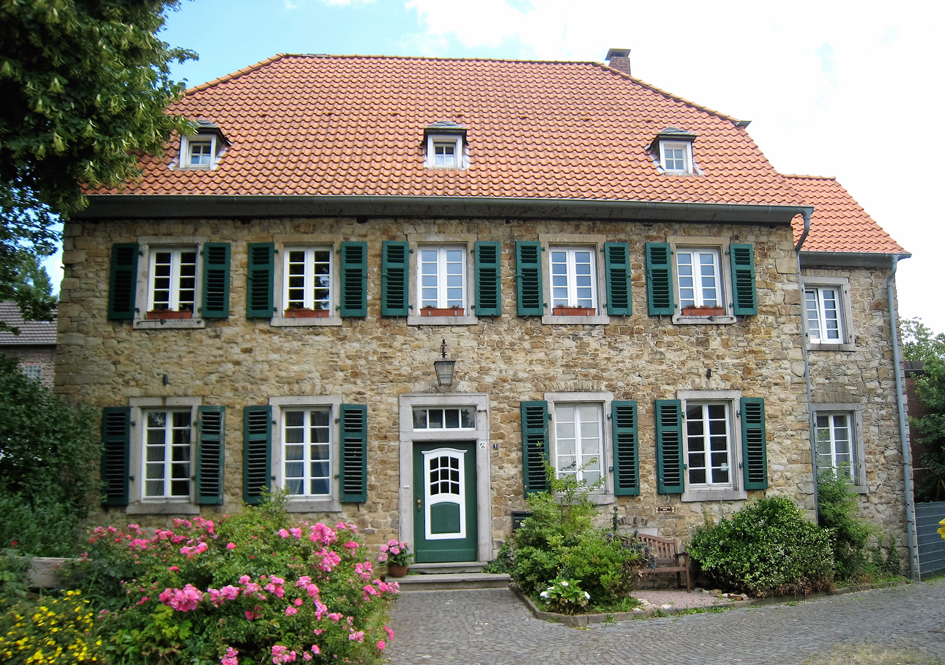
Neues Herwegshaus 2016

Neues Herwegshaus ist die historische Bezeichnung für das Bruchsteinhaus Burggraben 1 im Stadtteil Bensberg von Bergisch Gladbach. Das Haus wurde 1761 als zweigeschossiges Wohnhaus mit einem Krüppelwalmdach fünfachsig gebaut. Seit 1780 nannte man es „Neues Herwegshaus zwischen Neuem und Altem Schloss“ nach der Kölner Patrizier- und Bürgermeisterfamilie Herweg, die bis 1834 Eigentümer war. Sie hatte weiteren umfangreichen Besitz in Bensberg und in Moitzfeld. Seit 1808 diente das Haus als Krankenhaus für französische Soldaten aus der Kaserne im Schloss Bensberg. Um 1900 richtete Friedrich Albrecht eine Kolonialwarenhandlung in dem Gebäude ein.

## Baudenkmal
Das Gebäude ist als Baudenkmal Nr. 56 in die Liste der Baudenkmäler in Bergisch Gladbach eingetragen.

### Denkmal des Monats
Das Neue Herwegshaus in Bensberg, Burggraben 1, wurde im Oktober 2011 zum Denkmal des Monats ernannt.